# Van Nahuysplein
Het Van Nahuysplein is een park in het centrum van de stad Zwolle. Het park is vernoemd naar Van Nahuys. Het park ligt in het zuidoosten van het centrum, op een steenworp afstand van de Potgietersingel en het Ter Pelkwijkpark en tegenover de Sassenpoort. Het park ligt aan de Wilhelminasingel. Rondom het park staan grote woningen uit de 19e eeuw. Het park heeft ook ruime tuinen die aan de stadsgracht grenzen.
In het park staat een fontein uit 1892, gebouwd ter ere van het 25-jarige jubileum van de Zwolse burgemeester W.C.T. van Nahuys. Dit is een rijksmonument. De fontein is gemaakt van zink. Het metaal is bedekt met verf waar zand doorheen gemengd is, om de indruk van zandsteen te wekken. Rond de fontein liggen kleurige bloemperken.
Archenaultplantsoen · Azaleapark · Badhuiswal - Noordereiland · Broerenkerkplein · De Dobbe · Engelse Werk · Groen assenkruis Holtenbroek · Ittersumerpark · Van Nahuysplein · Nooterhof · Oldenelerpark · Park Aa-landen · Park Eekhout · Park Gerenbroek · Park Gerenlanden · Park Hogenkamp · Park Ittersumerlanden · Park de Wezenlanden · Ter Pelkwijkpark · Twistvlietpark · Potgietersingel · Prins Clauspark · Schellerpark · Stinspark · Oude Weteringzone · Wijkpark Berkum · Zwarte waterpark Holtenbroek · Zwarte waterpark Stadshagen